# Irene Lekapene
Irene Lekapene, död 966, var kejsarinna av Bulgarien 927–966, som gift med tsar Peter I av Bulgarien. 